# Racconti di Budapest
Racconti di Budapest (Budapesti mesék) è un film del 1977 diretto da István Szabó

## Trama
Alla fine della guerra, uno sparuto gruppo di cenciosi senzatetto si unisce in una squadra. Ognuno ha un proprio dramma, ma quello che li unisce è la volontà di raggiungere i loro obbiettivi.

## Produzione
Il film fu prodotto dalla Hungarofilm e dalla Hunnia Filmstúdió.

## Distribuzione
Nel maggio 1977 il film fu presentato in concorso al Festival di Cannes, che in quell'anno fu vinto da Padre padrone dei fratelli Taviani. Il film fu distribuito in Polonia nel 1977. Negli Stati Uniti, venne proiettato a New York il 28 aprile 1982. Nel 1985 la Bunyik Entertainment lo distribuì sul mercato USA in una versione VHS con il titolo inglese Budapest Tales.